# Ганс Беєрсдорфф
Ганс Беєрсдорфф (нім. Hans Beyersdorff; 17 червня 1883 — ?) — німецький офіцер-підводник, корветтен-капітан рейхсмаріне.

## Біографія
10 квітня 1901 року вступив на флот. Учасник Першої світової війни. З 30 грудня 1917 по 11 листопада 1918 року — командир підводного човна SM U-111. Всього за час бойових дій потопив 3 кораблі загальною водотоннажністю 3011 тонн.
| Дата           | Назва корабля      | Тип            | Тоннаж | Вантаж           | Загинули | Країна             |
| -------------- | ------------------ | -------------- | ------ | ---------------- | -------- | ------------------ |
| 7 квітня 1918  | Boscastle          | Пароплав       | 2,346  | Вугілля          | 18       | Британська імперія |
| 28 травня 1918 | Dronning Margrethe | Моторний човен | 393    | Деревна маса     | 0        | Данія              |
| 22 червня 1918 | Rana               | Вітрильник     | 272    | Кріпильні стояки | 0        | Норвегія           |

Після демобілізації армії залишений на флоті. 31 березня 1922 року звільнений у відставку.

## Звання
- Морський кадет (10 квітня 1901)
- Фенріх-цур-зее (22 квітня 1902)
- Лейтенант-цур-зее (29 вересня 1904)
- Оберлейтенант-цур-зее (30 березня 1906)
- Капітан-лейтенант (5 вересня 1911)
- Корветтен-капітан (5 лютого 1920)

## Нагороди
- Залізний хрест
  - 2-го класу
  - 1-го класу (1918 або пізніше)
- Ганзейський хрест (Гамбург; 1918 або пізніше)
- Військовий хрест Фрідріха-Августа (Ольденбург) (1918 або пізніше)